# Universidade de Arte de Musashino
A Universidade de Arte de Musashino (武蔵野美術大学, Musashino Bijutsu Daigaku, cujo acrônimo é MAU) é uma universidade privada localizada em Kodaira, a oeste de Tóquio. Foi fundada em 1962, mas suas raízes datam de 1929, quando era chamada de Escola de Arte de Teikoku, tornando-se Escola de Arte de Musashino em 1948.
No começo, a instituição ministrava aulas de belas artes e design industrial; mais tarde, acrescentou a seu programa arquitetura, moda e vários outros campos.

## Ex-alunos famosos
- Taku Aramasa, fotógrafo
- Hiroki Endo, mangaka
- Koji Ishikawa, ilustrador
- Satoshi Kon, cineasta de animes
- Fusako Kuramochi, mangaka
- Ryū Murakami, romancista e cineasta
- Yurie Nagashima, photographer
- Soji Shimada, romancista
- Yuko Shimizu, designer
- Keita Takahashi, designer de jogos
- Yellow Tanabe, mangaka
- Yoshihiko Wada, pintor
- Yoshiharu Sekino, antropólogo cultural